# جیوان (بورچکا)
جیوان (به ترکی استانبولی: Civan) یک منطقهٔ مسکونی در ترکیه است که در بورچکا واقع شده‌است. جیوان ۱۹۷ نفر جمعیت دارد.